# Saint-Alban-d'Hurtières
Saint-Alban-d'Hurtières is een gemeente in het Franse departement Savoie (regio Auvergne-Rhône-Alpes) en telt 227 inwoners (1999). De plaats maakt deel uit van het arrondissement Saint-Jean-de-Maurienne.

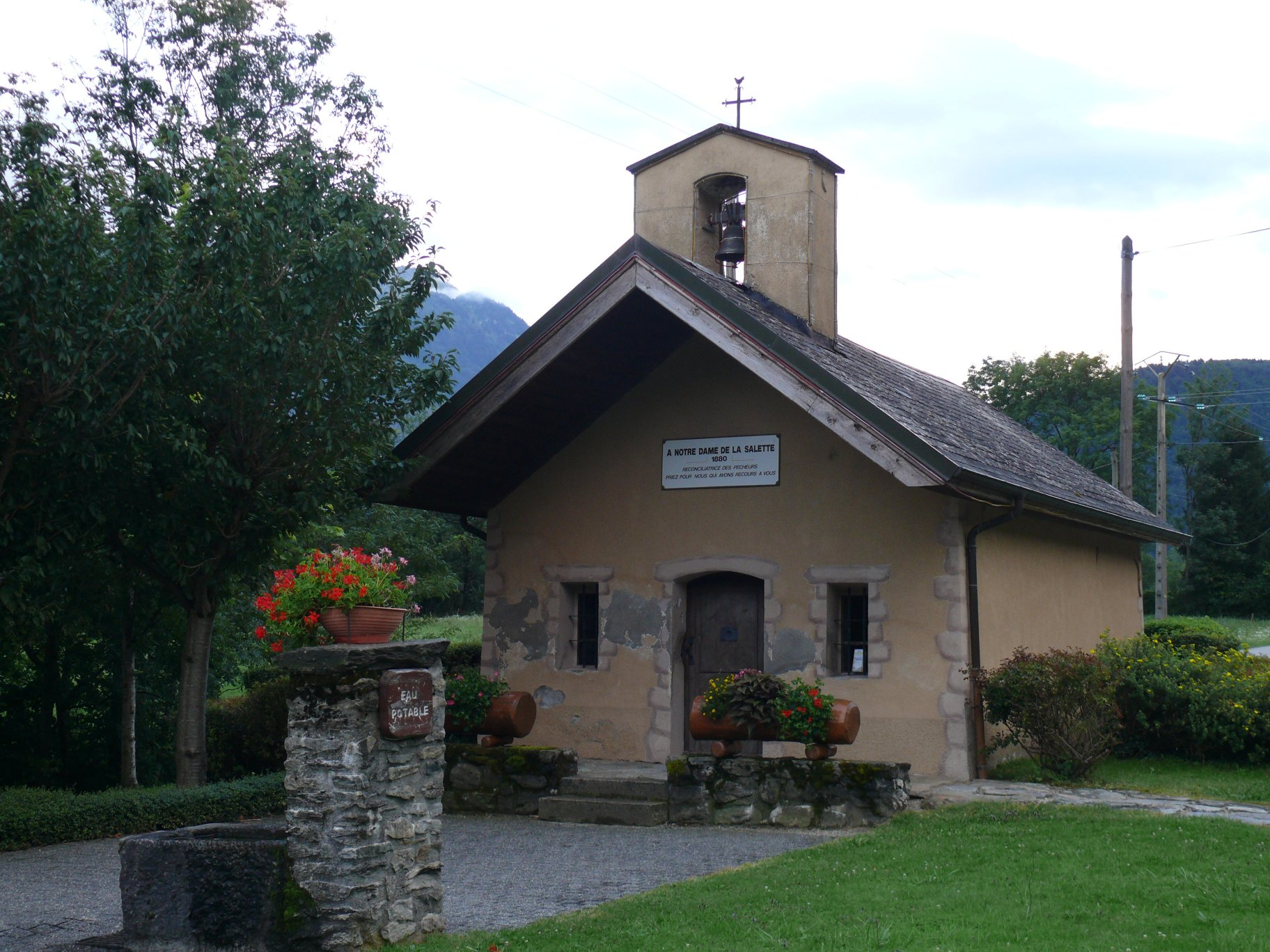
Kapel Notre Dame de la Salette
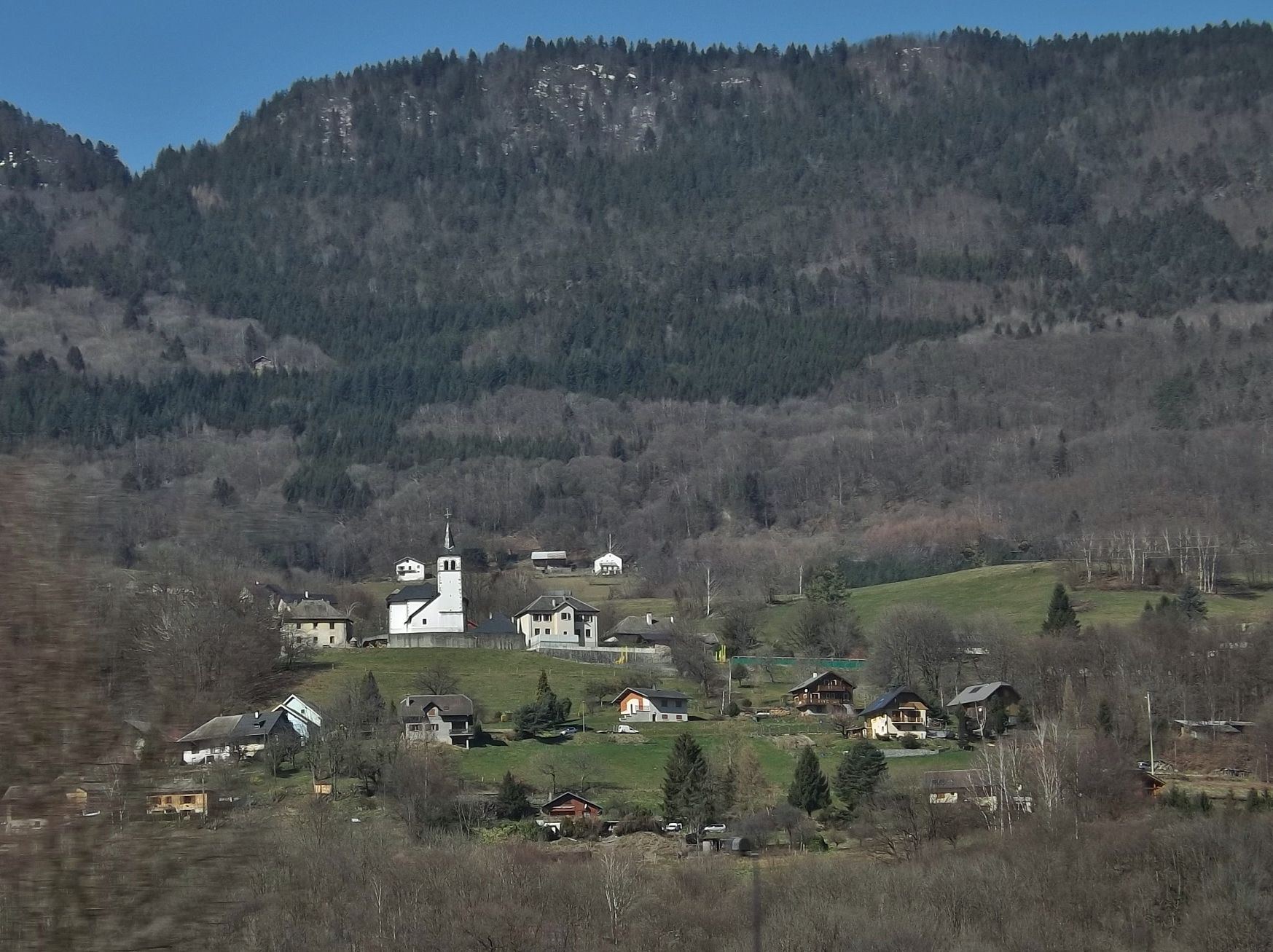
Saint-Alban-d'Hurtières

## Geografie
De oppervlakte van Saint-Alban-d'Hurtières bedraagt 19,2 km², de bevolkingsdichtheid is 11,8 inwoners per km².
De onderstaande kaart toont de ligging van Saint-Alban-d'Hurtières met de belangrijkste infrastructuur en aangrenzende gemeenten.

## Demografie
Onderstaande figuur toont het verloop van het inwonertal (bron: INSEE-tellingen).